# Anemone angustiloba
Anemone angustiloba är en ranunkelväxtart som beskrevs av H. Eichl.. Anemone angustiloba ingår i släktet sippor, och familjen ranunkelväxter. Inga underarter finns listade i Catalogue of Life.